# Dvärgjohannesört
Dvärgjohannesört (Hypericum humifusum) är den minsta växt tillhörande familjen Johannesörtsväxter. Den är sällsynt och växer på mager ler- eller sandjord. Den är en låg och liggande växt. Blommorna är gula och den blommar i juni - september. Växten är fridlyst.

## Referenser

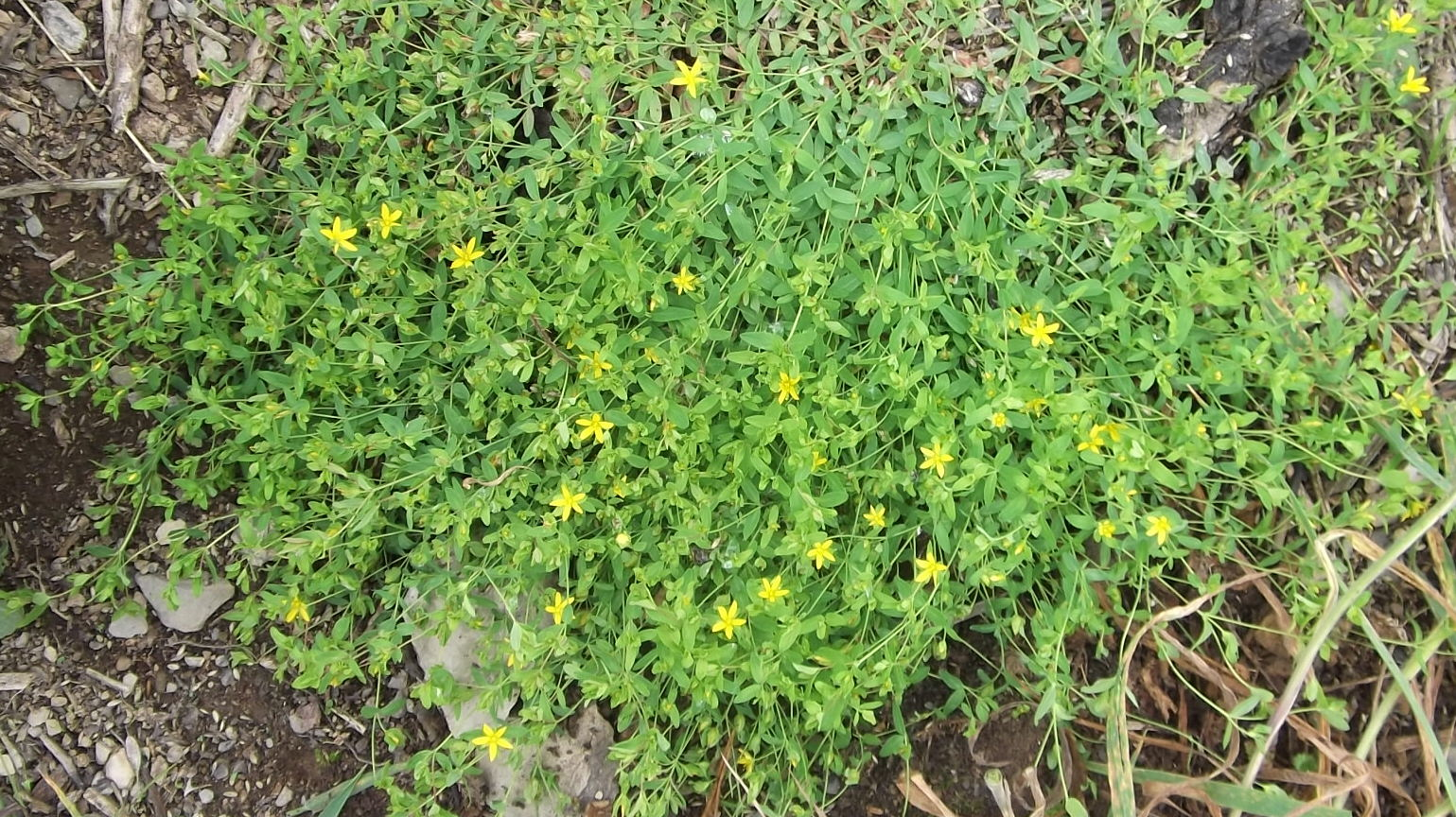
Dvärgjohannesört (Hypericum humifusum)